# Белшевица, Визма
Визма Белшевица (латыш. Vizma Belševica, настоящая фамилия Элсберга латыш. Elsberga, в советских документах Визма Яновна Белшевица; 30 мая 1931, Рига — 6 августа 2005, там же) — латвийская поэтесса, прозаик, драматург, киносценарист, переводчик, неоднократный номинант Нобелевской премии. Заслуженный работник культуры Латвийской ССР (1986).

## Биография
Из семьи рабочих. Росла в Риге и на ферме родственников в Курземе. Дебютировала как поэт в 1947 году. Окончила Литературный институт в Москве (1955—1961). Первая книга стихов вышла в 1955 году.
Произведения В. Белшевицы публиковались в Швеции, Финляндии, Великобритании, Франции, США и других странах. В совокупности они переведены на 40 языков мира. 
Проживала в писательском доме на улице Кришьяня Вальдемара, дом 145. 
Умерла после долгой болезни.
Сыновья Клавс и Янис — писатели.

## Творчество
Стихи Белшевицы в советское время подвергались жестокой цензуре, сама она на долгие годы уходила из публичной литературной жизни. Среди произведений Белшевицы, приведших её к «полной конфронтации с властью», — поэма «Замечания Генриха Латвийского на полях Ливонской хроники» (латыш. Indriķa Latvieša piezīmes uz Livonijas hronikas malām; 1969), в которой образ латыша-хрониста, вынужденного сочувственно описывать завоевания чуждого ему режима, использован поэтессой, как считается, чтобы выразить своё отношение к советскому режиму в Латвии.
На стихи В. Белшевицы написан ряд песен Раймонда Паулса, в том числе «Es mīlu tevi tā…» («Я так тебя люблю…») — латышский прообраз известной песни «Старинные часы» из репертуара А. Пугачёвой. Песни «Es aiziet nevaru» (в исполнении Мирдзы Зивере) и «Kamolā tinēja» (в исполнении Имантса Скрастиньша) стали победителями национального конкурса эстрадной песни «Микрофон» в 1979 и 1980 годах соответственно.
Визма Белшевица занималась также переводами с английского (Шекспир, Т. С. Элиот), итальянского (Данте), русского (Пушкин) и украинского языков. В 1990-е опубликовала романную автобиографическую трилогию — «Билле», «Билле живёт дальше» и «Прекрасная молодость Билле».

## Признание
- По новелле Белшевицы был снят фильм Всё из-за этой шальной Паулины (1979), приобретший большую популярность в Латвии.
- Заслуженный работник культуры Латвийской ССР (1986).
- В 1990 Визма Белшевица была избрана почетным членом Академии науки Латвии.
- Литературные премии (премия Томаса Транстрёмера, 1998, и др.).
- Офицер Ордена Трёх Звезд (1994).

## Сценарист
- 1968 — Чудной Даука — кукольный мультфильм, Рижская киностудия.

## Публикации на русском языке
- Стихи о соловьином инфаркте. М.: Художественная литература, 1969
- Апрельский дождь: Избранное. М.: Художественная литература, 1978
- Узоры старника: стихи. М.: Советский писатель, 1985
- Беда в доме: рассказы и сказки. М.: Советский писатель, 1991
- Эта дивная молодость Билле. Рига: Sol Vita, 2002